# Allium dumetorum
Allium dumetorum är en amaryllisväxtart som beskrevs av Naomi Feinbrun och Szel. Allium dumetorum ingår i släktet lökar, och familjen amaryllisväxter. Inga underarter finns listade i Catalogue of Life.